# Sébastien Demorand
Pour les articles homonymes, voir Demorand.
Sébastien Demorand est un journaliste, critique gastronomique, présentateur et chroniqueur de radio français, né le 4 août 1969 à Salisbury (Rhodésie) et mort le 21 janvier 2020 à Villejuif (Val-de-Marne).
Il a exercé à la radio comme présentateur de journaux et chroniqueur sur Europe 1 et RTL et a été juré dans l'émission MasterChef sur TF1 de 2010 à 2013.
Il est le frère du journaliste de radio Nicolas Demorand.

## Biographie

### Famille et études
Sébastien Demorand naît le 4 août 1969 à Salisbury (aujourd'hui Harare au Zimbabwe) alors en Rhodésie, du diplomate Jacques Demorand — qui fut en poste, notamment, aux États-Unis, en Belgique, au Maroc et au Japon — et de Jacqueline Bouaniche. Il est le frère du journaliste et animateur de radio Nicolas Demorand et de la sculptrice Catherine Demorand.
Après des études à l'université Panthéon-Sorbonne, il décroche une maîtrise de science politique, et passe deux ans au Centre de formation des journalistes de Paris.

### Carrière

#### Médias, presse et guides gastronomiques
Au début des années 1990 Sébastien Demorand est pigiste pour le magazine Actuel. En 1993 il intègre la rédaction d'Europe 1 où il est grand reporter puis présentateur des journaux télévisés du matin.
À compter de 1999, il participe au guide gastronomique Gault et Millau pendant trois ans. Devenu indépendant en 2002, il collabore notamment au journal Le Parisien, aux magazines  Zurban, Régal ou au guide Fooding.
À partir de 2003, et pendant une dizaine d'années, il participe au salon Omnivore créé par Luc Dubanchet.
En 2004, Sébastien Demorand crée le terme de « bistronomie » lors d’une réunion du jury du Fooding 2004.
De 2006 à 2018, Sébastien Demorand exerce à la radio sur RTL dans l'émission RTL Week-end matin animée par Bernard Poirette, où il tient la rubrique Ça vaut le goût et coanime Maison jardin cuisine brocante avec Laëtitia Nallet, Églantine Éméyé et Thierry Denis[réf. nécessaire].
Il est également rédacteur au magazine L'Optimum.

#### MasterChef
De 2010 à 2013, Sébastien Demorand participe à l'émission culinaire MasterChef sur TF1 comme membre du jury, seul critique gastronomique aux côtés des trois chefs Frédéric Anton, Yves Camdeborde (saisons 1 à 4) et Amandine Chaignot (saison 4 en 2013). Il est affectueusement surnommé Assurancetourix. Les Inrockuptibles disent de lui qu'« il a un rôle un peu décalé, voire celui du méchant ». Il participe avec le même jury à la version junior du programme également présentée par Carole Rousseau.
En 2011, il est l'invité d'honneur de l'épisode 18 de la saison 2 de MasterChef aux États-Unis, afin de donner son avis sur les plats des quatre derniers participants.

#### Le Bel Ordinaire
En 2016, Sébastien Demorand monte un projet d'une « cave-cantine-épicerie » avec Cyrille Rossetto, porté par une campagne de financement participatif qui réunit cent quatre actionnaires en neuf mois. Le Bel Ordinaire ouvre le 14 mars 2017 au 54 rue de Paradis à Paris. La cuisine est dirigée par le chef Nicolas Fabre. Un deuxième établissement ouvre ses portes en 2019[réf. nécessaire].

### Mort
Sébastien Demorand meurt d'un cancer le 21 janvier 2020 à l'hôpital Paul-Brousse de Villejuif.
Deux ans après sa mort, son frère Nicolas Demorand lui rend hommage sur l'antenne de France Inter dans le Sept neuf, tranche horaire qu'il pilote.

## Décoration
- Chevalier de l'ordre des Arts et des Lettres[12].

## Publications
- Avec Jérôme Bryon, Cantines : recettes cultes corrigées par les chefs, A. Viénot, 2006, 146 p. (ISBN 978-2-262-02542-7)
- Avec Bénédict Beaugé, Les Cuisines de la critique gastronomique, Paris, Seuil, 2009, 113 p. (ISBN 978-2-02-098564-2)
- Avec Vincent Sorel, Petit Traité de philosophie charcutière, Rodez/Pantin, Éditions du Rouergue, 2011, 68 p. (ISBN 978-2-8126-0311-2)
- Avec Antoine Gerbelle, Le Champagne, dix façons de l'accompagner, Paris, Éditions de l'Épure, 2018, 24 p. (ISBN 978-2-35255-296-3)